# 佐賀県立多久高等学校

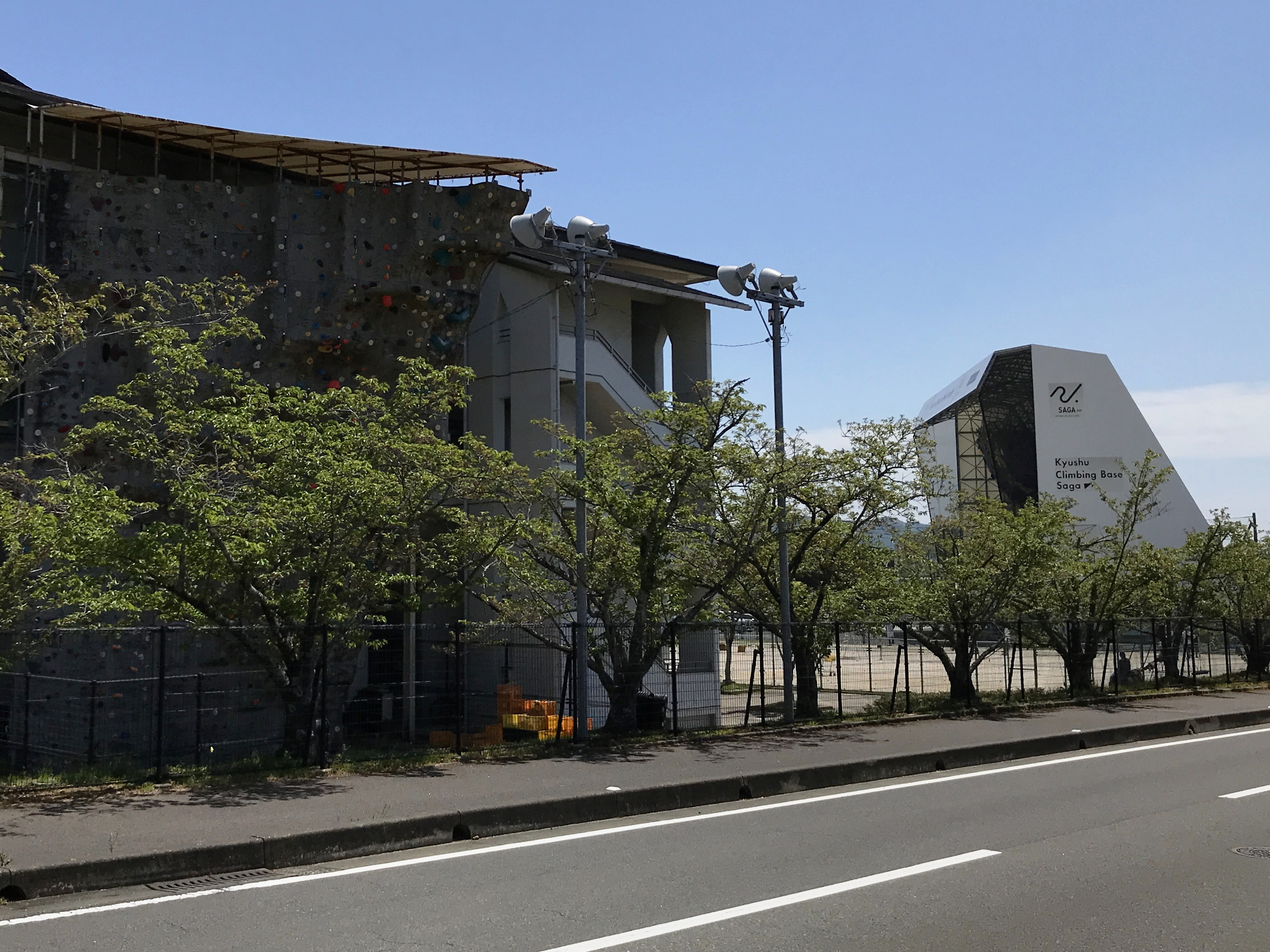
クライミング施設

佐賀県立多久高等学校（さがけんりつ たくこうとうがっこう, Saga Prefectural Taku High School）は、佐賀県多久市北多久町大字小侍に所在する県立高等学校。略称は「多久高」。

## 設置学科
- 総合学科
  - 人文科学系列
  - 健康福祉系列
  - 商業ビジネス系列
  - 工業技術系列

## 概要
歴史
1963年（昭和38年）に「佐賀県立多久工業高等学校」として開校。2002年（平成14年）に学科改編により総合学科を設置の上、現校名の「佐賀県立多久高等学校」となった。2008年（平成20年）に創立45周年を迎えた。
学区
佐賀県全域。
校訓
仁愛・自主・創造
校章
校名「多久」の「多」の文字を滑らかな菱形が4つつながったフォルムに図案化したもの。色はブルー。
校歌
2004年（平成16年）に制定。作詞は米倉利昭、作曲は小林旭によるもの。歌詞は3番まであり、各番とも「我ら多久高校」で終わる。
制服
冬服は男女共にブレザー。男子はネクタイを着用。夏服は開襟シャツ。女子はリボンを着用する。デザインは、中野裕通が手がけている。
同窓会
旧・多久工業高等学校と合同で「丹丘会」（たんきゅうかい）と称している。
その他
クライミングウォールを有している。

## 沿革
旧・佐賀県立多久工業高等学校
- 1962年（昭和37年）
  - 7月23日 - 佐賀県教育委員会において佐賀県立多久高等学校（仮称）の翌1963年（昭和38年）4月の設置が議決される。
  - 11月27日 - 初年度の募集定員を機械科132名、電気科88名、計220名と議決。
- 1963年（昭和38年）
  - 1月10日 - 設立準備事務所を佐賀県立小城高等学校多久分校内に設置。
  - 2月16日 - 設置が告示される。
  - 3月30日 - 実習工事棟（第一期工事）が完成。
  - 4月1日 - 「佐賀県立多久工業高等学校」が開校。
  - 4月10日 - 第1回入学式を多久市立北部中学校[3]で挙行。機械科132名、電気科89名、計221名の入学を許可。実習工場棟を仮教室として授業を開始。
  - 6月13日 - 普通教室棟（9教室、第一期工事）が完成。
  - 11月30日 - 実習工場棟（第二期工事）が完成。
- 1964年（昭和39年）
  - 2月20日 - 普通教室棟（9教室、第二期工事）が完成。
  - 4月1日 - 化学工学科を設置。定員を44名とする。
  - 5月10日 - 校歌を制定。（作詞は古賀残星、作曲は小松清による）
  - 7月31日 - 管理棟が完成。
- 1965年（昭和40年）
  - 3月30日 - 実習工場棟（第三期工事）が完成。
  - 12月18日 - 実習工場棟（第四期工事）が完成。
- 1966年（昭和41年）
  - 1月22日 - 創立・校舎落成記念式典を挙行。
  - 2月15日 - 第1回卒業証書授与式を挙行。同窓会を発足。
  - 4月1日 - 募集定員を機械科126名、電気科84名、化学工学科42名、計252名とする。
  - 6月27日 - 実習工場棟（第五期工事）が完成。
  - 10月23日 - この日を創立記念日とする。（1975年（昭和50年）5月に改訂）
  - 12月1日 - 電気事業法の規定に基づく主任技術者の資格等に関する省令、第1条第12項の規定による学校の認定を受ける。（通産省告示557号）
- 1967年（昭和42年）
  - 2月7日 - 校旗を制定。
  - 9月8日 - 隣接北側民有地を実習工場用地として買収。
  - 10月27日 - 交通安全校を宣言。
  - 11月23日 - 創立5周年を記念し、第1回文化祭を挙行。
- 1968年（昭和43年）
  - 4月1日 - 文部省生徒指導研究推進指定校、NHK放送教育研究指定校となる。（2年間）
  - 7月26日 - 合宿教室が完成。
- 1969年（昭和44年）
  - 3月13日 実習工場棟（第六期工事）が完成。
  - 4月1日 - 募集定員を機械科120名、電気科80名、化学工学科40名、計240名とする。
  - 4月16日 - 購買部を開設。
- 1970年（昭和45年）3月31日 - 実習工場棟（第七期工事）が完成。
- 1971年（昭和46年）9月10日 - スタンドが完成。
- 1972年（昭和47年）3月31日 - 実習工場棟（第八期工事）が完成。
- 1974年（昭和49年）3月31日 - プールが完成。
- 1975年（昭和50年）5月4日 - 創立記念日をこの日に改定。
- 1983年（昭和58年）3月20日 - 電算室・化工科製図室・美術室が完成。
- 1987年（昭和62年）4月1日 - 文部省生徒指導研究推進校に指定される。
- 1988年（昭和63年）
  - 1月30日 - 教育方法開発特別設備類（CAIパーソナルコンピュータ22台）を設置。
  - 4月1日 - 募集定員を機械科123名、電気科82名、化学工学科41名、計240名とする。
- 1989年（平成元年）3月18日 - 運動場を整備。
- 1990年（平成2年）3月31日 - 電子計算組織（パソコン）を更新。数値制御工作機（NC旋盤）を設置。
- 1991年（平成3年）
  - 3月15日 - 特別教室棟と昇降口が完成。
  - 4月1日 - 募集定員を機械科120名、電気科80名、化学工学科40名、計240名とする。
- 1993年（平成5年）
  - 3月29日 - 自動設計製図装置（CAD）を設置。
  - 3月31日 - 合併式浄化槽を設置。
  - 4月1日 - 情報システム科を新設。募集定員を機械科80名、情報システム科40名、電気科80名、化学工学科40名、計240名とする。
  - 4月30日 - 重層体育館[4]、部室が完成。
- 1994年（平成6年）2月28日 - 情報システム科・家庭科実習棟が完成。
- 1995年（平成7年）
  - 5月10日 - この日を創立記念日に改定（2度目の改定）。
  - 9月20日 - 普通教室棟内の外部改造を実施。
- 1996年（平成8年）
  - 3月27日 - CAIパソコンを更新。
  - 4月1日 - 化学工学科の募集を停止。募集定員を機械科80名、情報システム科40名、電気科80名、計200名とする。
- 1997年（平成9年）3月31日 - 電算棟電子計算組織（パソコン）を更新。
- 1998年（平成10年）
  - 3月31日 - 化学工学科を閉科。
  - 11月27日 - 第6回高等学校工業科生徒研究成果発表全国コンクールで最優秀賞（文部大臣奨励賞）を受賞。

佐賀県立多久高等学校（総合学科校）
- 2002年（平成14年）4月1日 - 学科改編により、総合学科を設置の上「佐賀県立多久高等学校」（現校名）に改称。健康福祉実習棟が完成。
- 2004年（平成16年）
  - 3月31日 - 旧多久工業高校最後の入学生が卒業し、機械科、情報システム科・電気科を閉科。
  - 5月14日 - 新校歌が完成。
- 2005年（平成17年）4月1日 - 募集定員を総合学科160名とする。
- 2017年（平成29年）4月1日 - 募集定員を総合学科120名に変更。それに伴い系列を再編し、6系列から4系列に変更した。

## 学校行事
3学期制
1学期
- 4月 - 入学式、開校記念行事、1年宿泊研修
- 5月 - 中間考査、生徒総会
- 6月 - 佐賀県高等学校総合体育大会（以下、県高総体）、期末考査
- 7月 - インターンシップ（職場体験）、クラスマッチ（球技大会）
- 8月 - 夏期補習、中学生体験入学

2学期
- 9月 - 多久高祭、就職試験解禁
- 10月 - 大学・企業見学、芸術鑑賞会
- 11月 - 期末考査
- 12月 - 探求発表会、クラスマッチ（球技大会）

3学期
- 1月 - 2年修学旅行、3年学年末考査
- 2月 - 3年生を元気に送る会（予餞会）
- 3月 - 卒業式、論語かるた大会

## 部活動
運動部
- 陸上部
- ソフトテニス部
- バレーボール部
- バスケットボール部
- 柔道部
- 弓道部
- 硬式野球部
- 相撲部
- 剣道部
- 卓球部
- サッカー部
- 登山部

文化部
- 文芸部
- 新聞部
- JRC
- 吹奏楽部
- 美術部
- 書道部
- 郷土芸能部
- ACライセンス部 - 商業系の資格（ワープロ・情報処理・電卓）取得を目指す。
- コンピュータ部
- 工業技術部

## 著名な出身者
- 加藤博一（元プロ野球選手。西鉄ライオンズ - 阪神タイガース - 横浜大洋ホエールズ）
- 天ノ山静雄（元大相撲力士）
- 武冨豊（元陸上競技選手、指導者）

## 交通アクセス
最寄りの鉄道駅
- JR九州 唐津線 「多久駅」・「中多久駅」

最寄りのバス停
- 昭和自動車（昭和バス）・多久市営ふれあいバス[5]「多久市役所」バス停

最寄りの道路
- 国道203号（唐津街道）「多久郵便局前」交差点
- 厳木多久道路（有料道路）「多久原IC」
- 長崎自動車道（高速道路）「多久IC」

## 周辺
- 多久市役所・北多久公民館
- 多久郵便局
- 小城警察署多久幹部派出所（旧・多久警察署、2006年（平成18年）に小城警察署に統合された。）
- 佐賀中部広域連合佐賀広域消防局多久消防署
- 多久市立図書館
- 多久カトリック幼稚園
- 多久市立中央小学校
- 多久市立中央中学校
- 中多久病院
- 佐賀県農業協同組合多久中央支所